# برونو بلون
برونو بلون (به فرانسوی: Bruno Bellone) بازیکن فوتبال و مهاجم اهل فرانسه است که از سال ۱۹۸۱ تا ۱۹۸۸ میلادی عضو تیم ملی فوتبال فرانسه بوده‌است. وی در ۳۴ بازی ملی حضور داشته است و در بازی‌های ملی‌اش ۲ گل به ثمر رساند.